# 세계시민상
세계시민상(Global Citizen Awards)은 워싱턴 D.C 소재 국제학 싱크탱크 연구소인 'Atlantic council'에서 2010년 제정한 상으로, 대서양에서 범국가적 전략 성과를 달성하거나 민주주의 발전 등에 기여한 인사에게 주는 상이다. 해마다 한 명 이상의 수상자를 선정하고 있다. 한국인으로는 2017년 문재인 대통령이 처음으로 수상했다.

## 수상자
•2010년
클라우스 슈밥(세계경제포럼 회장)
•2011년
라피크 하리리(전 레바논 총리)
존 케리(미국 국무장관)
크리스틴 라가르드(IMF 총재)
•2012년
퀸시 존스(음악가)
오가타 사다코(일본국제협력기구 이사)
헨리 키신저(전 미국 국무장관)
아웅 산 수 치(정치인)
•2013년
오자와 세이지(지휘자)
라니아 알-압둘라(요르단 왕비)
브로니스와프 코모로프스키(폴란드 대통령)
•2014년
시몬 페레스(전 이스라엘 대통령)
엔리케 페나 니에토(멕시코 대통령)
페트로 포로셴코(우크라이나 대통령)
리콴유(전 싱가포르 총리)
로버트 드 니로(미국 영화배우)
르웰린 산체스 베르너(피아니스트)
•2015년
후안 마누엘 산토스(콜롬비아 대통령)
마리오 드라기(유럽중앙은행 총재)
위롱(지휘자)
•2016년
아베 신조(일본 총리)
마테오 렌치(이탈리아 총리)
윈튼 마살리스(트럼펫 연주가)
•2017년
문재인(대한민국 대통령)
쥐스탱 트뤼도(캐나다 총리)
랑랑(피아니스트)